# 铁塔凌云
《鐵塔凌雲》，前名《就此模樣》，是面世於1972年的香港粵語流行曲，由香港男歌手許冠傑主唱。此曲在許冠傑作品的分類中，可以歸納於香港情懷系列（還有《洋紫荊》、《木屋區》、《同舟共濟》、《香港製造》等）。

## 背景
按資深電視人劉天賜的說法，許冠文演畢《雙星報喜》第一輯之後，短暫離開香港，並把出國遊歷時的見聞和感想寫成英文詩，《雙星報喜》編劇鄧偉雄翻譯為中文，再經許冠傑修改定稿及譜上音樂。
據文獻《華僑日報》，《鐵》一曲在1972年4月14日《雙星報喜》第二輯的首集由許冠傑唱出，是該節目罕有的中文原創歌曲。畫面是後加上去的，世界各地的風景片段在身穿咖啡色外套的許冠傑背後換轉，熒幕字幕打出的歌名是《就此模樣》；其後重命名為《鐵塔凌雲》，收錄於許冠傑1974年的專輯《鬼馬雙星》內。

## 音樂特色

### 作曲
由於是先詞後曲，電視版只有一段主歌，旋律不曾重複，異於一般西洋流行曲式；其後錄製成專輯版時，才加入了間奏，重覆了樂句，形成主副歌。
調式為E大調—C小調—E大調—C小調；「和聲簡單，主要使用主和弦」。

### 編曲
流行樂隊編制，即電子結他、低音結他、套鼓及電子合成器等。

## 歌词大意
《鐵塔凌雲》描写詞人走遍多國，因對「彼方」的文化社會隔閡，而抒發思鄉（香港）之情。

## 獎項
- 1999年：世紀中文歌曲選舉（香港電台舉辦）－ 十大歌曲[8]

## 反響
綜合詞評人黃志華和流行文化研究者吳俊雄的說法，《鐵塔凌雲》面世後並沒有立即掀起熱潮而振興粵語流行樂：
1. 只在節目唱過一次，沒有人要求重播或重唱；
2. 沒有在當時的主流音樂媒體（即電台）播放過；
3. 當時的粵語流行歌書多不見收入；
4. 異於《啼笑因緣》、《鬼馬雙星》等七十年代的大熱歌曲，鮮見同期的翻唱版本；
5. 此曲在1974年才正式發行，許氏才再寫粵語歌。

而直到八十年代中期香港因為中英談判而出現移民潮時，《鐵塔凌雲》才受到注視而開始流行，其後更獲廣泛称为「香港之歌」，賦予諸多文化符號；亦成為許冠傑的代表作之一，幾乎每一場演唱會尾聲時，都會聽到他和觀眾合唱此曲。
《鐵塔凌雲》曾被多位歌手翻唱，包括張學友、譚詠麟、劉德華、徐小鳳、王菲、林憶蓮等；而許冠文在2005年四、五月間在紅磡體育館舉行的《許冠文鬼馬TALK SHOW 2005》棟篤笑演出的尾聲亦演唱過此曲。